# Roccastrada
Roccastrada – miejscowość i gmina we Włoszech, w regionie Toskania, w prowincji Grosseto.
Według danych na rok 2004 gminę zamieszkiwało 9189 osób, 32,4 os./km².